# Ilse Neumann (Politikerin, 1890)
Emmely Franziska Gustave Ilse Neumann (* 30. März 1890 in Dobien; † 10. Mai 1972 in Berlin) war eine deutsche Politikerin (DNVP).

## Leben
Nach der privaten Vorbereitung, dem Besuch der höheren Mädchenschule und realgymnasialer Kurse in Essen legte Neumann im Juli 1911 das Abitur ab. Im Anschluss studierte sie zwölf Semester Deutsch, Geschichte, Religion und Philosophie. Sie promovierte im Dezember 1916 zum Dr. phil., bestand im Dezember 1917 das Examen für das Lehramt an höheren Schulen und arbeitete seit 1918 als Lehrerin an verschiedenen Lyzeen in Berlin-Pankow, Berlin-Baumschulenweg und Berlin-Mariendorf. Im September 1920 bestand sie die pädagogische Prüfung. Seit Oktober 1926 war sie als Studienrätin an einer Schule in Berlin-Mariendorf tätig.
Neumann trat in die DNVP ein und wurde 1925 Erste Vorsitzende des Landesfrauenausschusses der Deutschnationalen für Preußen. Sie war von 1926 bis 1932 Bezirksverordnete im Berliner Bezirk Charlottenburg. 1928 wurde sie in den preußischen Landtag gewählt, dem sie zunächst bis 1932 und erneut 1933 bis zur Auflösung des Landtags durch die Nationalsozialisten als Abgeordnete angehörte.

## Werke
- Die Frauen der französischen Revolution, in Emmy Wolff, Hg.: Frauengenerationen in Bildern. Herbig, Berlin 1928, S. 47–53 (anschl. Originalstimmen solcher Frauen 1791–1792, in Deutsch, bis S. 56: Anne Louise Germaine de Staël, Charlotte Corday, Madame Roland, Madame Jullien i. e. Rosalie Jullien, geb. Ducrolay, Frau und Mutter zweier bekannter Franzosen der Revolutionszeit, beide namens Marc-Antoine Jullien)